# Gianni Sarcone
Gianni Sarcone (Vevey, 20 marzo 1962) è un artista, scrittore e inventore italiano.

## Arte e percezione visiva
Gianni Sarcone, si occupa dagli anni 90 di percezione visiva, ha scritto e pubblicato una nutrita serie di libri educativi in inglese, francese e italiano per il grande pubblico (oltre 40, con numerose traduzioni in varie altre lingue), principalmente su temi quali giochi percettivi e il meccanismo mente-vista.

## Illusioni ed effetti ottici
È il creatore di nuove illusioni visive ed effetti ottici pubblicati in riviste scientifiche di primo piano, tra cui Scientific American, Mind, Smithsonian Magazine, Science et Vie Junior, Focus, Mente e Cervello.
È stato membro della giuria al terzo e al quattordicesimo concorso internazionale Best Visual Illusion of the Year (in italiano, “Concorso della migliore illusione visiva dell'anno”), tenutosi nel 2007 e nel 2018 a Sarasota, Florida (USA). Concorso sostenuto dalla rivista Scientific American, che riunisce ogni anno i migliori neuroscienziati provenienti da tutto il mondo, il cui proposito è la divulgazione delle scienze della mente e l'arte illusiva.
È dall'inizio del 2000 che G. Sarcone s'interessa all'arte cinetica, inventando e sviluppando concetti ottici inediti da lui chiamati kinegrams (‘cinegrammi’) e kinoptics (‘cinottici’). Mentre i kinegrams sono immagini statiche che si muovono grazie al principio ottico della persistenza visiva, i kinoptics sono delle immagini geometriche che sembrano muoversi da sé nella visione periferica.

## Collaborazioni
Collabora con testate nazionali e internazionali; è stato tra i collaboratori storici di Focus Brain Trainer, il mensile che allena la mente (pubblicazione sospesa nel 2012). È inoltre socio del CICAP (Comitato Italiano per il Controllo delle Affermazioni sulle Pseudoscienze) per il quale cura la rubrica “Mente Relativa” di Query, la rivista del comitato.

## Progetto educativo
È il cofondatore del progetto Archimedes' Laboratory, la palestra della mente, che si pone come scopo primario lo sviluppo della mente e della creatività in un contesto ludico e, come scopo secondario, di promuovere la matematica presso il grande pubblico tramite un approccio visivo e psicomotorio.
Archimedes' Laboratory è stato il promotore dell'evento "Celebration of Mind" (in italiano “elogio della mente”) in Italia (evento mondiale in onore del divulgatore americano Martin Gardner), il primo dei quali si è tenuto a Genova, il 21 ottobre 2010.
Il progetto Archimedes' Laboratory è stato premiato nel 2003 con il Sci-Tech Award dalla fondazione Scientific American per la diffusione e la divulgazione del sapere tecnico-matematico.

## Altre attività
G. Sarcone progetta e lavora per il mondo della pubblicità e per l'industria del gioco; ha creato vari giochi educativi che stimolano l'osservazione, che coinvolgono colori, forme e paradossi geometrici (Geometrex, TangraMagic). Ha disegnato nel 2014 un'illusione ottica autocinetica utilizzata nel logo e la cartellonistica istituzionale del Grec Festival di Barcellona, un evento culturale d'importanza che propone spettacoli musicali, coregrafici e teatrali d'avanguardia.
Il suo lavoro congiunto, Moona Lisa
, un mosaico di immagini lunari che, visto da lontano, forma il ritratto iconico della Monna Lisa di Leonardo da Vinci, è stato selezionato due volte come Astronomy Picture of the Day (APOD) della NASA: il 16 ottobre 2021 e nuovamente il 14 settembre 2024, in occasione della Giornata Internazionale di Osservazione della Luna .
Dal 16 maggio 2022, per la Giornata internazionale della luce (Day of Light, in inglese), ricorrenza istituita dall’UNESCO, l'Università degli Studi di Firenze (UniFi) ospita in forma permanente i lavori di arte ottica di Sarcone nei locali del Dipartimento di Fisica e Astronomia a Sesto Fiorentino, in una mostra denominata Enligthing Mind, visitabile gratuitamente e organizzata dal Corso di Laurea in Ottica e Optometria .

## Premi e riconoscimenti
| Premio                                       | Organizzazione                         | Anno | Risultato         |
| -------------------------------------------- | -------------------------------------- | ---- | ----------------- |
| Best Illusion of the Year 2011               | Best Illusion of the Year Contest      | 2011 | Top Ten Finalista |
| Best Illusion of the Year 2014               | Best Illusion of the Year Contest      | 2014 | Top Ten Finalista |
| Best Illusion of the Year 2017               | Best Illusion of the Year Contest      | 2017 | Vincitore         |
| Royal Society Young People's Book Prize 2018 | Royal Society Prizes for Science Books | 2018 | Vincitore         |
| Best Illusion of the Year 2019               | Best Illusion of the Year Contest      | 2019 | Top Ten Finalista |

## Opere

### Opere recenti in inglese (2014-20)
G. Sarcone è autore dei seguenti volumi:
- Fantastic Optical Illusions: More Than 150 Deceptive Images and Visual Tricks, Carlton, UK, 2020, ISBN 178739235X
- Ultimate Eye Twisters, Carlton, UK, 2019, ISBN 1783124482
- Amazing Optical Illusions, Carlton, UK, 2018, ISBN 1787391639
- Optical Illusions, QED Publishing, UK, 2017, ISBN 1784938475
- You Can't Possibly Color This!, Moondance Press, USA, 2017, ISBN 1633223515
- How to draw incredible optical illusions, Imagine Publishing, USA, 2015, ISBN 1-62354-060-7
- Xtreme Illusions 2, National Geographic Kids, USA, 2015, ISBN 978-1-4263-1974-7
- Super Optical Illusions, Carlton Kids, UK, 2014, ISBN 1-78312-085-1
- Hidden Picture Puzzles, Imagine Publishing, USA, 2014, ISBN 1-62354-038-0
- Optical Illusions: An Eye-Popping Extravaganza of Visual Tricks, Dover Publications, USA, 2014, ISBN 0-486-49354-7
- Impossible Colouring Book: Can You Colour These Amazing Visual Illusions?, Arcturus Publishing, UK, 2014, ISBN 1-78212-182-X
- Make Your Own 3D Illusions - 3D illusions pack: All You Need to Build 50 Great Illusions, Carlton Books, UK, 2014, ISBN 1-78097-481-7
- Impossible Folding Puzzles and Other Mathematical Paradoxes, Dover Publications, USA, 2014, ISBN 0-486-49351-2

### Saggistica in italiano
- Illusioni ottiche, Armenia, 2018, ISBN 88-34432290
- FantaLogica, Edizioni La Meridiana, 2009, ISBN 88-6153-092-3.
- MateMagica, Edizioni La Meridiana, 2005, ISBN 88-89197-56-0.
- Almanacco del matematico in erba, raccolta di giochi, rompicapi e curiosità per scoprire e addomesticare i segreti della geometria divertendosi, 2001.

### Saggistica in altre lingue
- Les millors il·lusions òptiques, Editorial Brúixola, Catalogna, 2020, ISBN 8499062962
- Las mejores ilusiones ópticas, Editorial Bruño, Spagna, 2020, ISBN 846962721X
- Optične iluzije, Tehniška Založba Slovenije D.d., Slovenia, 2019, ISBN 9789612514464
- Ilusões Óticas, Booksmile, Portogallo, 2019, ISBN 9789897076589
- Varázslatos optikai csalódások, Ventus Libro Kiadó, Ungheria, 2019, ISBN 9786155755439
- Optische illusies, Lantaarn Publishers, Paesi Bassi, 2019, ISBN 9789463543101
- Ilusões de ótica, Quarto (Nobel), Brasile, 2018, ISBN 9780857625533
- Optische Illusionen, Ars Edition, Germania, 2018, ISBN 9783845826592
- Illusions d’optique, Fleurus, Francia, 2018, ISBN 2215136839
- 錯視の魔術, Kyouikugageki, Giappone, 2018, ISBN 4774621277
- Optiska illusioner , Ordalaget, Svezia, 2018, ISBN 9789174692211
- Vertigo: 50 Schwindelerregende Optische Illusionen, Moses Verlag, Germania, 2016, ISBN 3897779072
- Optische Täuschungen XXL, Ars Edition, Germania, 2016, ISBN 3845816007
- 謎解き錯視 傑作135選 (135 misteriosi enigmi), Sogen-Sha, Giappone, 2015, ISBN 4422700987
- Libro para colorear figuras imposibles, Editorial HISPANO EUROPEA, Spagna, 2014, ISBN 84-255-2110-6
- 3D Optiset Harhat, Readme.fi, Finlandia, 2014, ISBN 978-952-220-911-5
- Incroyables Illusions d'Optique, Ça m'intéresse, Francia, 2014, ISBN 2-8104-1327-4
- 50 Illusions d'Optique 3D, Editions Ça m'intéresse, Francia, 2014, ISBN 2-8104-1268-5
- Illusions - Coloriage Créatif, Editions Bravo, Canada, 2014, ISBN 2-89670-172-9
- Le Cabinet des Illusions d'Optique: 100 Illusions Stupéfiantes, Editions Fleurus, Francia, 2013, ISBN 2-215-14740-7
- Удивительные оптические иллюзии, Art-Rodnik, Russia, 2013, ISBN 978-5-444-90048-2
- Рисуем оптические иллюзии, Art-Rodnik, Russia, 2013, ISBN 978-5-444-90050-5
- Kiehtovat Optiset Harhat, Kustannusosakeyhtiö Nemo, Finlandia, 2013, ISBN 978-952-240-195-3
- Optische Illusionen, Ars Edition, Germania, 2013, ISBN 3-7607-9130-1
- 图中奥秘 : 挑战脑力的错视图 (Incredibili illusioni ottiche), Qingdao Shi, Cina, 2013, ISBN 9787543690998
- 图有玄机 : 挑战眼力的错视图 (Il mondo delle illusioni visive), Qingdao Shi, Cina, 2013, ISBN 9787543690257
- Pliages, découpages et magie, Editions Pole, Francia, 2012, ISBN 2-84884-165-6
- De wonderlijke wereld van de optische illusies, Deltas Centrale uitgeverij, Paesi Bassi, 2012, ISBN 978-90-447-3416-4
- Unglaubliche Optische Illusionen, Verlag an der Este, Germania, 2012, Artikel-Nr.: 019435
- Spectaculaire Optische Illusies, Uitgeverij Atrium, Paesi Bassi, 2011, ISBN 978-90-5947-360-7
- L'étrange univers des illusions d'optique, Editions Fleurus, Francia, 2011, ISBN 978-2-215-11012-5
- Ilusiones Opticas, Circulo de Lectores Barcelona, Spagna, 2010, ISBN 84-672-3741-4
- Fantasticas ilusiones opticas, Editorial Libsa Sa, Spagna, 2010, ISBN 84-662-2125-5
- Optische Täuschungen, Bassermann F., Germania, 2009, ISBN 3-8094-2398-X
- Fantastische Optische Illusionen, Tosa Verlagsgesellschaft, Germania, 2008, ISBN 3-85003-192-6
- Neue Optische Illusionen, Weltbild, Germania, 2008, ISBN 3-8289-5279-8
- 阿基米德视幻觉游戏 (I giochi di Archimede), China Friendship Publishing Company, Cina, 2007, ISBN 978-7-5057-2346-7
- 视幻觉 (Illusioni ottiche), China Friendship Publishing Company, Cina, 2007, ISBN 978-7-5057-2304-7
- Optische Illusionen, Weltbild, Germania, 2006, ISBN 3-8289-2126-4
- Niewe Optische Illusies, BZZTOH, Paesi Bassi, 2006, ISBN 90-453-0473-2
- Nouvelles Illusions d'Optique, France Loisirs, Francia, 2006, ISBN 2-7441-9236-8
- L'Almanach du Mathématicien en herbe, Editions Archimède, Francia, 2002, ISBN 2-84469-025-4
- La Couleur dans tous ses états, Editions Yva Peyret, Francia, 1995, ISBN 2-8308-0029-X

## Programmi televisivi (dal 2013 al 2015)
I lavori di G. Sarcone sono stati presentati nei seguenti programmi TV:
- National Geographic Television (US): nella serie Brain Games Science.
- Nippon Television Network / NTV (JP): nel programma Fukashigi.
- Beyond Production PTY LTD (AU): nel programma Wild But True – Prima stagione.